# Graphiurus rupicola
Graphiurus rupicola là một loài động vật có vú trong họ Gliridae, bộ Gặm nhấm. Loài này được Thomas & Hinton mô tả năm 1925.